# دیوید اتوئو
دیوید اتوئو (انگلیسی: David Eto'o؛ زادهٔ ۱۳ ژوئن ۱۹۸۷) بازیکن فوتبال اهل کامرون بود.
از باشگاه‌هایی که در آن بازی کرده است می‌توان به باشگاه ورزشی رئال مایورکا، باشگاه فوتبال میرن، باشگاه فوتبال کوپر، باشگاه فوتبال متالورگ دونتسک، باشگاه فوتبال پونفرادینا، باشگاه فوتبال سدان، باشگاه فوتبال آریس سالونیک، و باشگاه فوتبال رئوس دپورتیو اشاره کرد.
وی همچنین در تیم ملی فوتبال کامرون بازی کرده است.